# Conjunto del Khānegāh y del santuario del Jeque Safi Al Din en Ardebil
El conjunto del Khānegāh y del santuario del Jeque Safi Al Din en Ardebil (en persa: مجموعه آرامگاه و خانقاه شیخ صفی الدین‎) es un conjunto monumental edificado alrededor de la tumba del jeque Safi-ad-din Ardabili localizado en la ciudad de Ardebil, en Irán.
En 2010, fue incluido en la Lista del Patrimonio Mundial de la UNESCO, que destacaba:

Este conjunto monumental es un sitio de retiro espiritual sufí que fue construido en los estilos arquitectónicos tradicionales iraníes entre principios del siglo XVI y finales del siglo XVIII. Sus constructores aprovecharon al máximo el espacio relativamente reducido de que disponían para crear bazares, baños públicos, plazas, lugares de culto, viviendas y oficinas. También crearon un itinerario de acceso al mausoleo del jeque Safioddín estructurado en siete etapas que corresponden a los siete estados místicos del sufismo. Formado por un conjunto excepcional de elementos de la arquitectura islámica medieval, el sitio cuenta con fachadas e interiores ricamente ornamentados y con una notable colección de objetos antiguos. (UNESCO/BPI)

## Historia

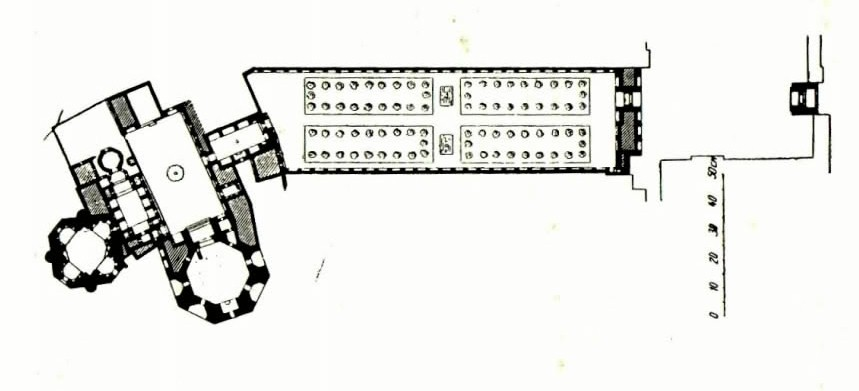
Planta del complejo

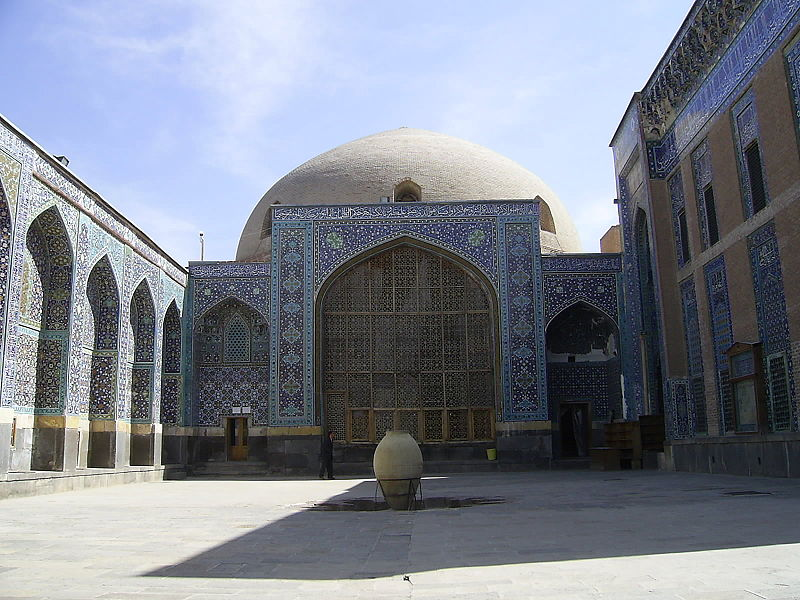
La tumba del jeque Safi, al fondo del patio interior

El jeque Safi-ad-din Ardabili (ca. 1252-1334) fue un eminente líder sufí islámico fundador de la tariqa y posterior dinastía safávida, que nació en la ciudad de Ardebil, donde se encuentra este complejo. El mausoleo del jeque Safi, en Ardebil, fue construido por primera vez por su hijo el jeque Sadr al-Dīn Mūsā (1305-1391), tras la muerte de su padre en 1334. Los gobernantes safávidas pusieron en valor su enterramiento con la forma tumba-mezquita: una tumba con su mausoleo y una sala de oración que se encuentra en un ángulo recto con respecto a la mezquita. Los edificios del complejo rodean un pequeño patio interior (de 31 m por 11 m). Al complejo se accede a través de un largo jardín.
Fue construido entre el comienzo del siglo XVI y el final del siglo XVIII. El mausoleo es una alta torre circular abovedada, decorada con azulejos azules y de unos 17 m de altura; al lado está la Casa de Porcelana del siglo XVII que preserva los bienes ceremoniales del santuario.
También forman parte del complejo muchas secciones que han servido para una variedad de funciones a través de los siglos, incluyendo una biblioteca, una mezquita, una escuela, mausoleos, una cisterna, un hospital, cocinas, una panadería, y algunas oficinas. Incorpora una ruta para alcanzar el santuario del jeque dividida en siete segmentos, que reflejan las siete etapas de la mística sufí. Varias partes del mausoleo están separados por ocho puertas, que representan las ocho actitudes del sufismo.
Varias partes se añadieron gradualmente a la edificación principal durante la dinastía safávida. Un buen número de jeques, harenes y víctimas de las batallas safávidas, incluyendo la batalla de Chaldiran (1514), han sido enterrados después en este lugar.

## Galería de imágenes

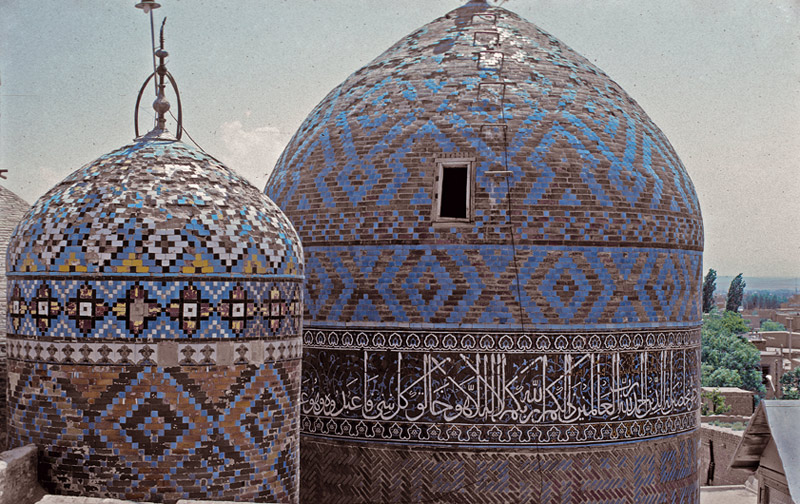
Mausoleos con tejas azules
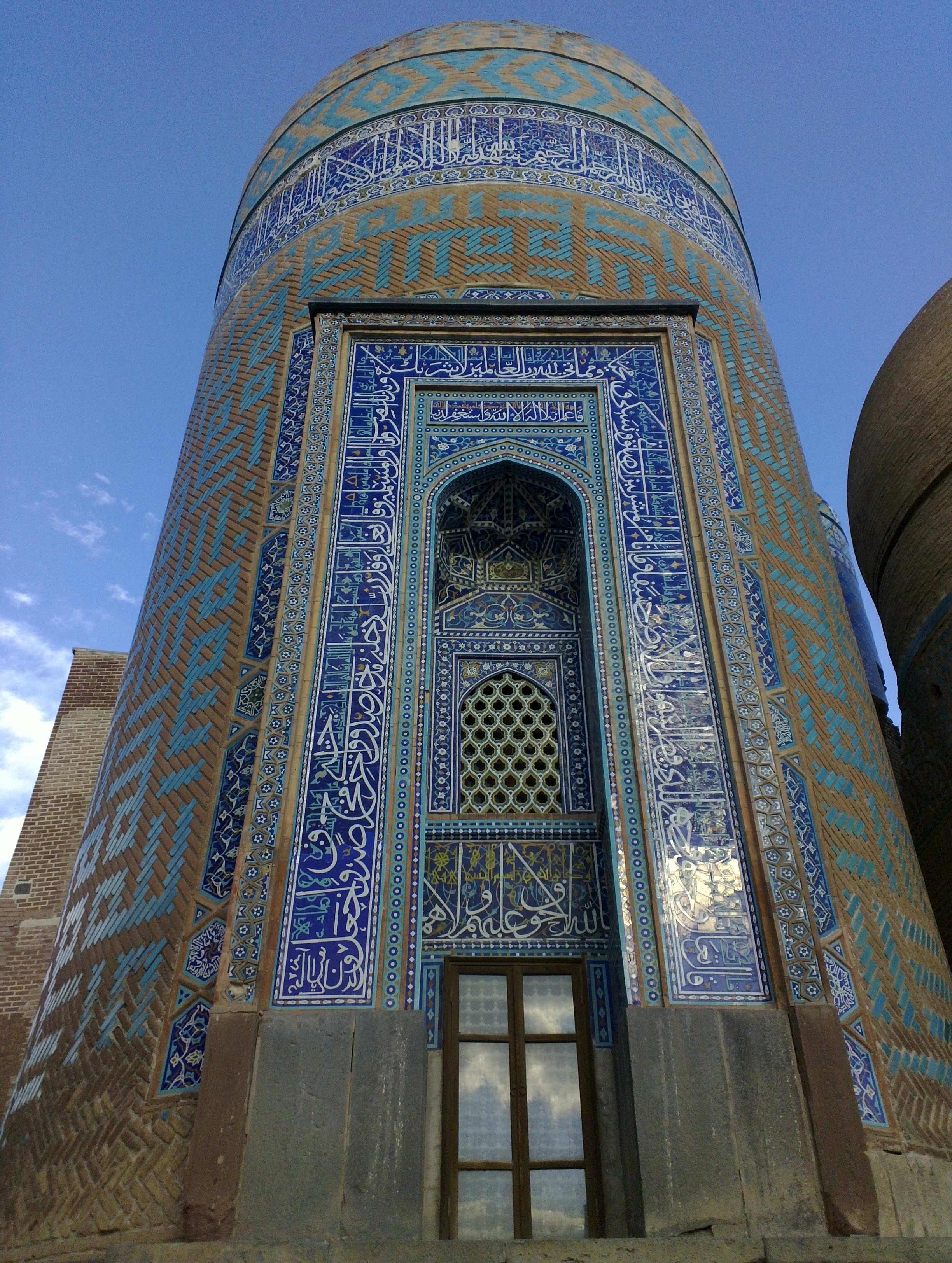
Cúpula del mausoleo de Allah
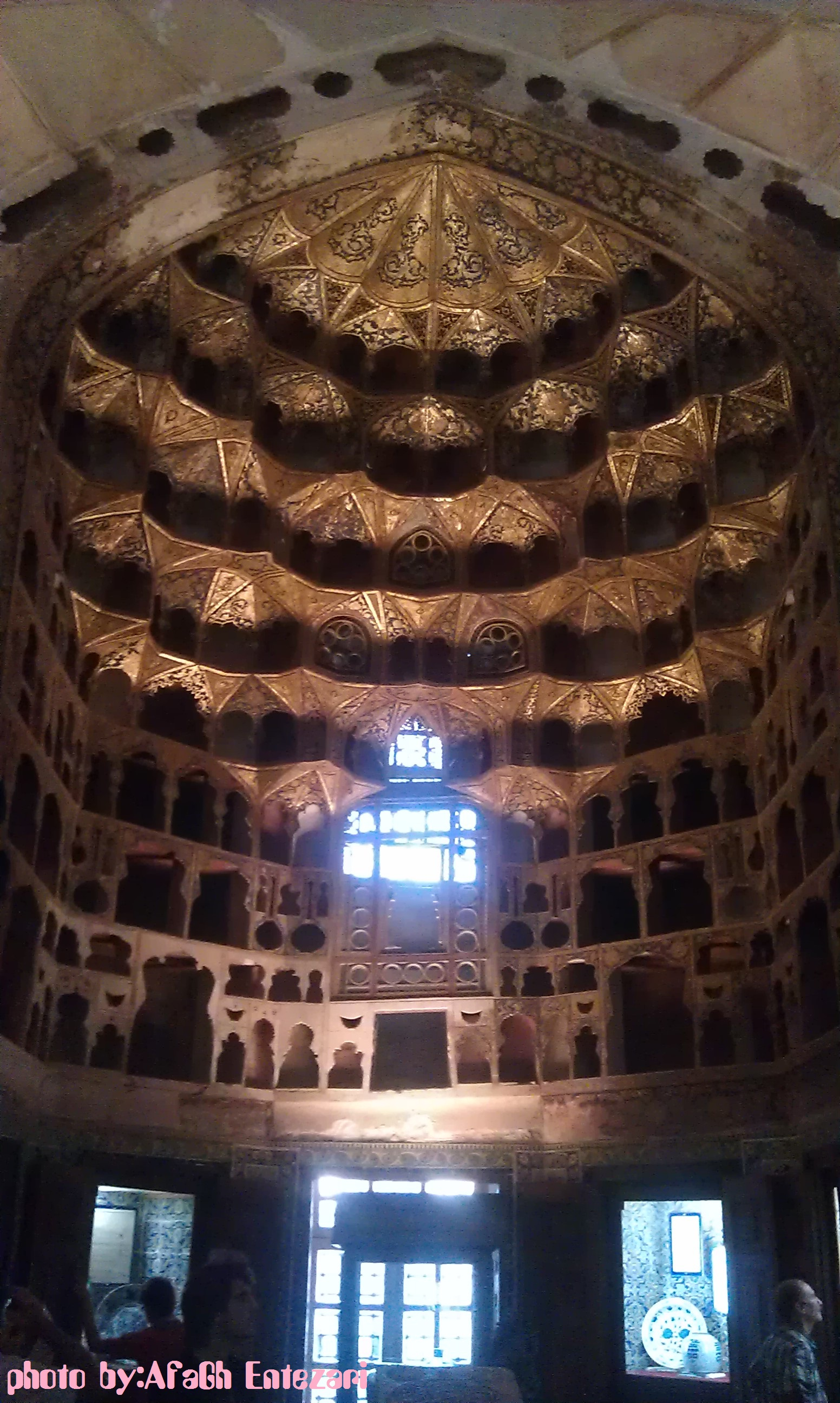
Interior del mausoleo
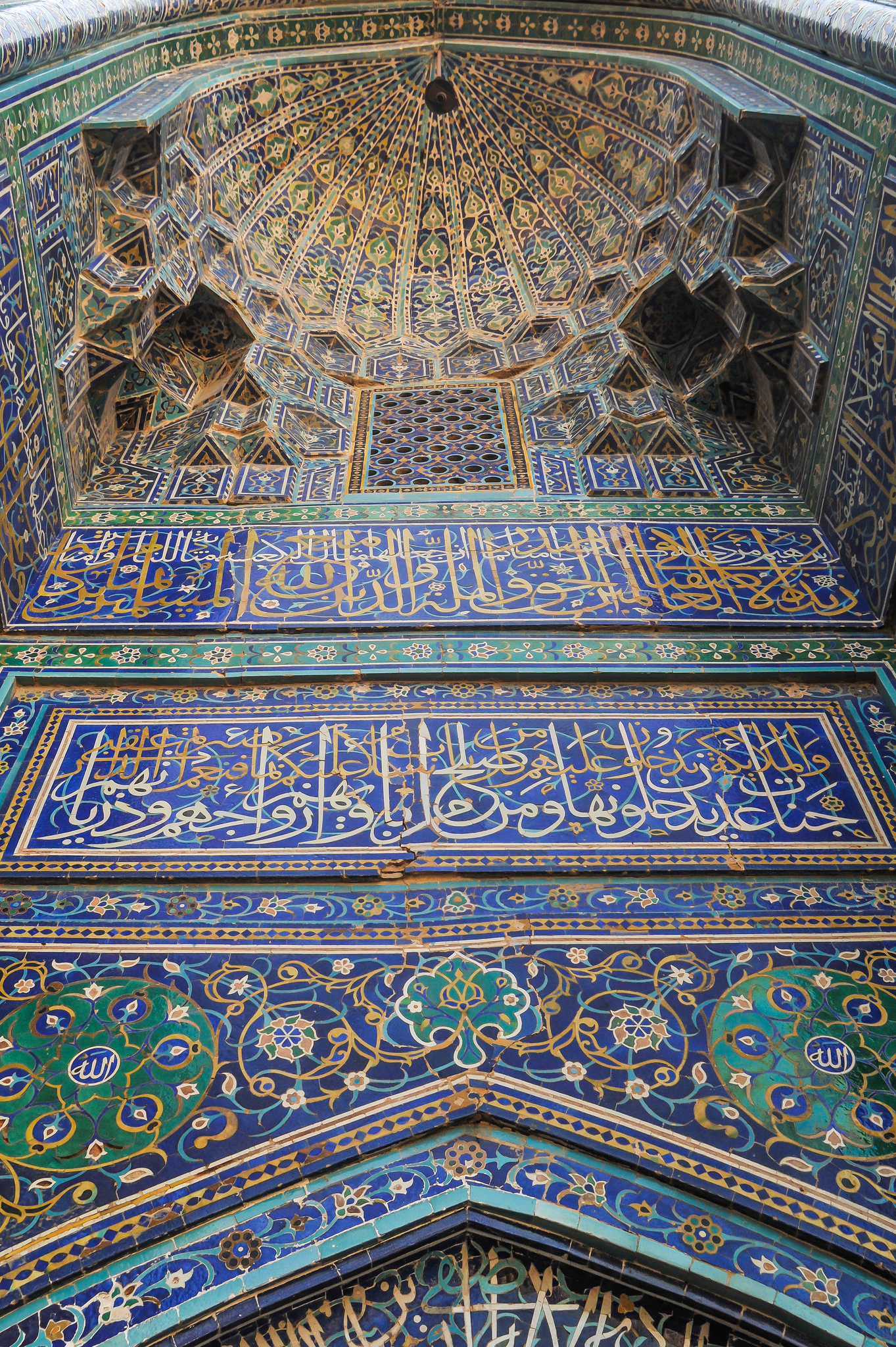
Arte persa en la tumba

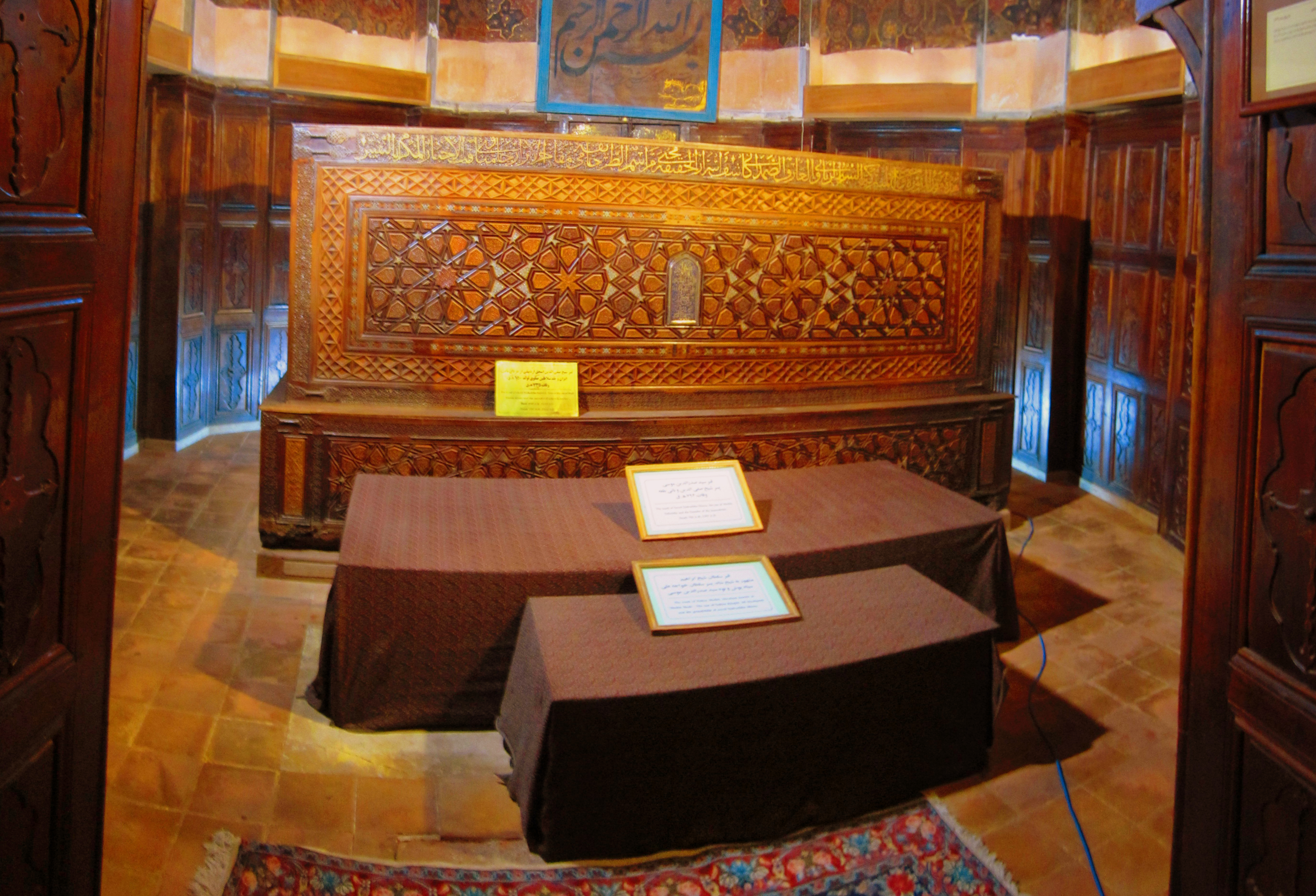
Tumba del jeque
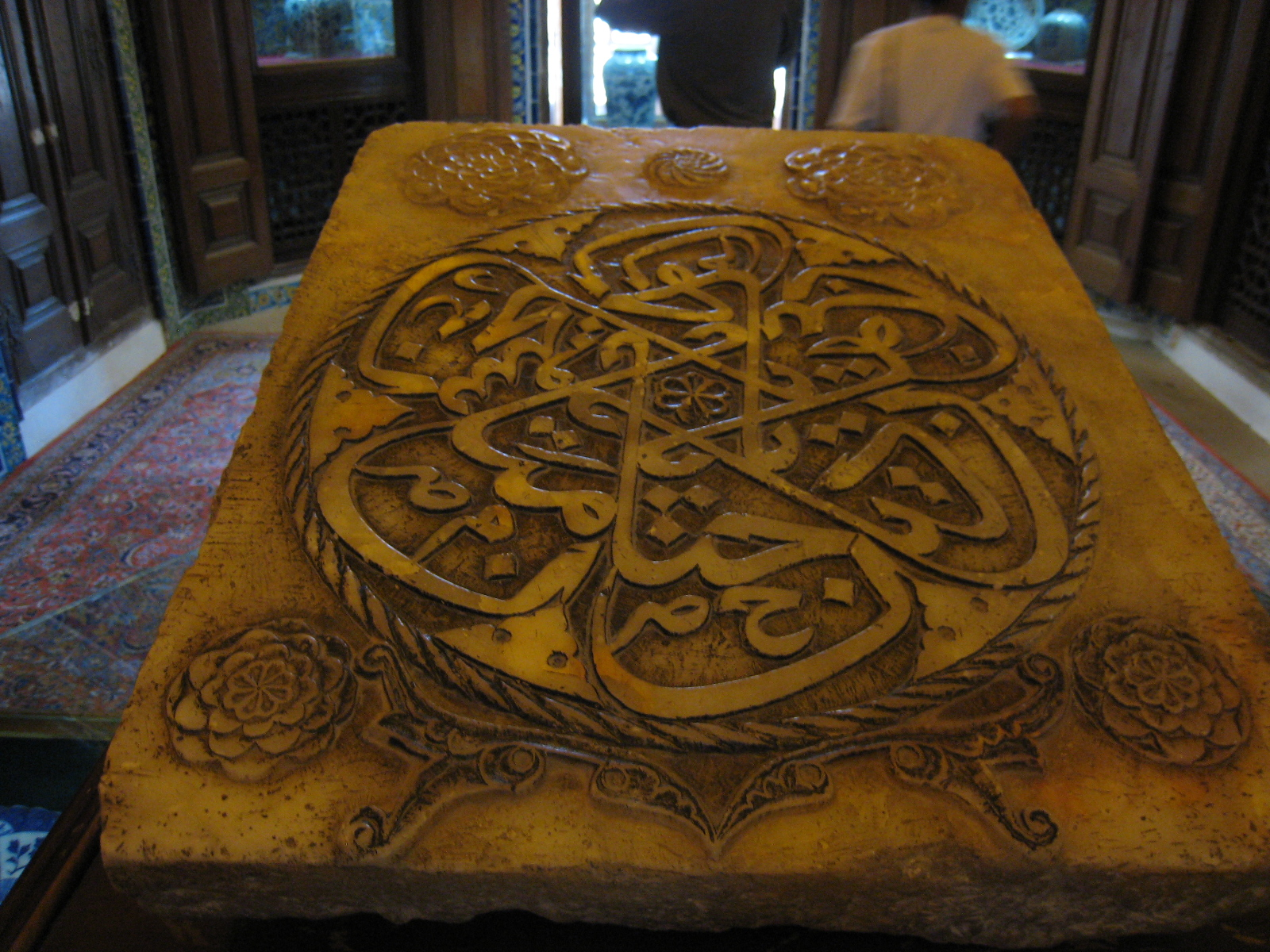
Una escultura de piedra decorativa de la era safávida, decorada con los atributos de Dios (se lee: ya hannan, ya mannan) (¡Oh misericordioso, oh generoso!)
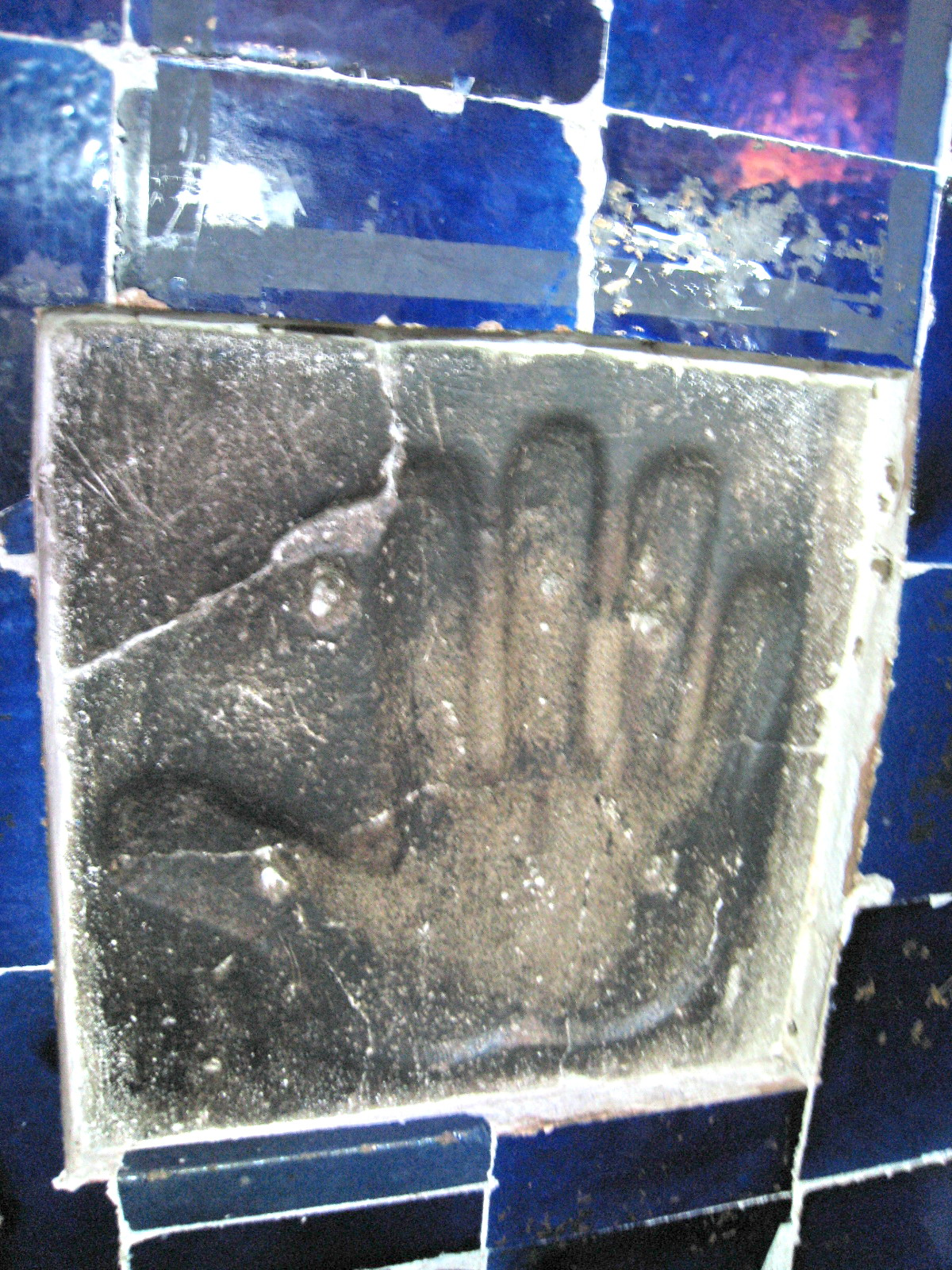
Una figura grabada de una mano gigante, en el mausoleo mostrando el signo de los Imamíes Shi'a de Panj-tan-e Āl-e Abā
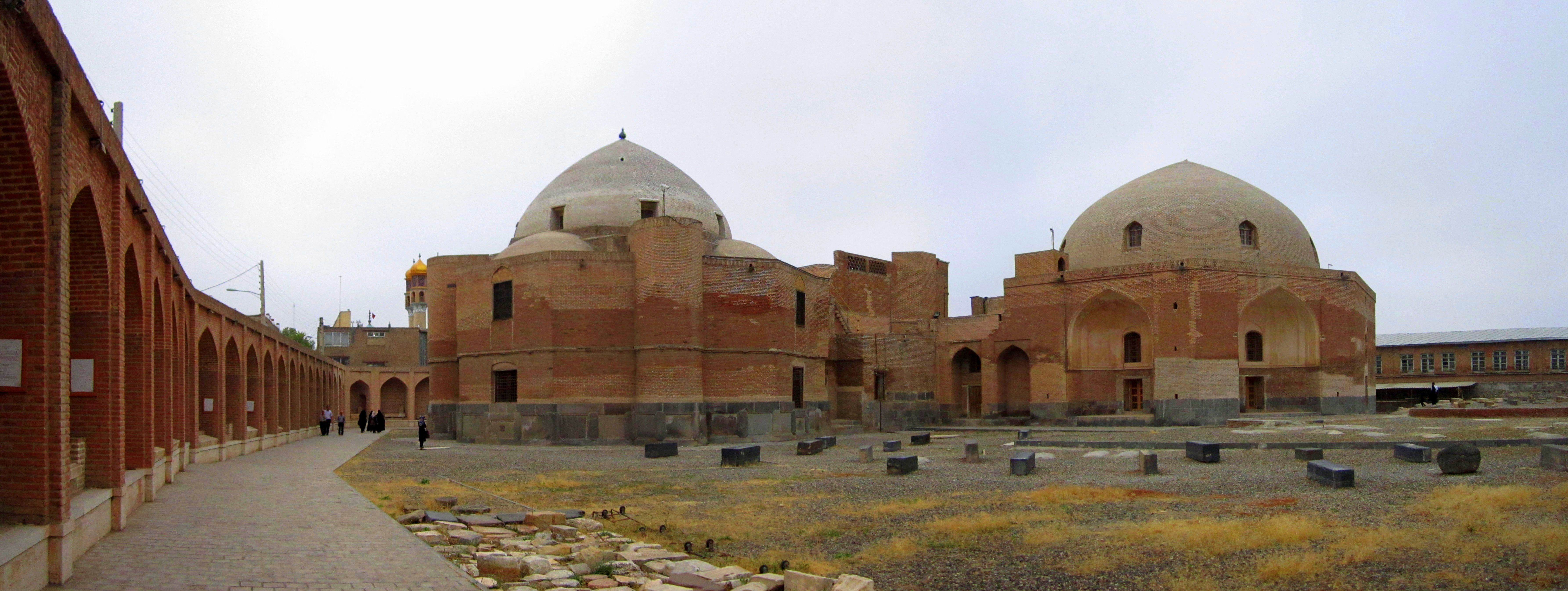
Tumbas de víctimas de la batalla de Chalderan